# Drapeau du Paraguay

Drapeau du Président

Le drapeau du Paraguay fut adopté en 1842. Cependant, l'emblème et les proportions ont varié plusieurs fois au cours de l'histoire. Sa dernière version date de 2013.

## Historique
Il existe de nombreux récits concernant l'origine du drapeau du Paraguay, mais le plus répandu affirme que ses couleurs correspondent aux couleurs des uniformes des soldats paraguayens qui aidèrent à la défense de Buenos Aires face aux invasions britanniques. Néanmoins, le drapeau paraguayen apparaît le 15 août 1812 à la suite du tratado de Confederación que la Junte gouvernante d'Asunción signe avec la Junte gouvernante de la province de Buenos Aires ("y las demás provincias — del antiguo Virreinato del Río de la Plata — que adhieran", en français : et les autres provinces — de la Vice-royauté du Río de la Plata — qui y adhèrent), sous les auspices de Manuel Belgrano. À cette date apparaît la primera bandera paraguaya ("premier drapeau paraguayen") de couleur bleu céleste avec une étoile blanche dans le coin supérieur gauche, du côté du mât.
Peu de temps après apparaît un drapeau très similaire au drapeau actuel, qui reprend les couleurs des milices qui luttaient à l'époque contre les envahisseurs anglais, il possède des similitudes avec le drapeau argentin imaginé peu de temps avant par Belgrano, à la différence notable que, sur les trois bandes horizontales, la bande supérieure est rouge (indiquant probablement le caractère fédéral du nouvel État). D'autre part, il rappelle en partie un drapeau « realista » qu'utilisa le cabilde d'Asunción le 17 juin 1811, le drapeau « realista » comprenant également trois bandes horizontales : la bande supérieure bleue, la bande centrale jaune et la bande inférieure rouge ou « colorée », avec au centre de la bande centrale les armoiries du roi d'Espagne.
Le drapeau avec les trois bandes horizontales adopté en 1812 ne fit pas immédiatement l'unanimité, aussi, pendant le régime de José Gaspar Rodriguez de Francia, un drapeau tricolore avec des bandes verticales fut utilisé. Le 25 novembre 1842, la disposition horizontale des trois bandes est définitivement adoptée, puis plus tard est ajouté le blason qui caractérise aujourd'hui le drapeau du Paraguay.
Le drapeau du Paraguay a la particularité d'avoir deux faces différentes :
- sur l'endroit, on peut observer les armoiries du pays ;
- sur l'envers on trouve un lion, assis devant une pique surmonté du bonnet phrygien, le tout entouré par la devise nationale Paz y Justicia ("Paix et justice")[1].

Drapeau provisoire en mai 1811
Drapeau provisoire en juin 1811
Drapeau provisoire de 1811 à 1812
Drapeau de 1812 à 1826
Drapeau de 1826 à 1842
Drapeau de 1842 à 1954
Revers du drapeau de 1842 à 1954
Drapeau de 1954 à 1988
Revers du drapeau de 1954 à 1988
Drapeau de 1988 à 1990
Revers du drapeau de 1988 à 1990
Drapeau de 1990 à 2013
Revers du drapeau de 1990 à 2013
Drapeau depuis 2013
Revers du drapeau depuis 2013

## Autres usages
Les couleurs du drapeau du Paraguay sont reprises par la cocarde de l'aviation militaire du Paraguay, la Force aérienne paraguayenne depuis sa création à la fin des années 1920. Cette cocarde tricolore présente la particularité d'être identique à la cocarde de l'aviation militaire de la France.

Cocarde de la force aérienne du Paraguay